# 石川県立小松高等学校
石川県立小松高等学校（いしかわけんりつ こまつこうとうがっこう、英: Ishikawa Prefectural Komatsu High School）は、石川県小松市丸内町にある公立の高等学校。通称は「松高（まつこう）」。

## 設置学科
- 普通科（定員280） - 生徒各人の志望進路により2年次より「文系クラス(人文科学コース含む)」と「理系クラス」に分かれる。
  - 人文科学コース（定員40） - 「いしかわニュースーパーハイスクール」に指定されたことに伴い、2012年（平成24年）度入学生より導入された、「学力の伸長」「探求力の育成」「地域の教育力活用」を基に、難関大学入試への対応やグローバル社会で活躍する人材の育成を目的とした普通科文系クラス。定員は40名。生徒の選抜は一年次の1学期、2学期の定期テスト・模擬試験を元に11月から12月にかけて行われる。
- 理数科（定員40） - 「野外実習」や「課題研究」、「国際科学交流」などの特色あるカリキュラムを通じて、課題を発見し、主体的・協働的に考え、生涯にわたり継続的に学び続ける『探究心』を育成することを目的としている。

## 概要
金沢大学をはじめ、東京大学、京都大学、早稲田大学、慶應義塾大学などへの合格者を毎年輩出している。文部科学省により2006年（平成18年）度より2015年（平成27年）度までのスーパーサイエンスハイスクール（2011年度に継続指定）に、また石川県より「いしかわスーパーハイスクール」に指定されている。
「文武両道」を標榜し、県大会では上位の実績を出す部活動が存在する。野球部は夏の甲子園に二度出場している（いずれも初戦で延長戦の末、敗退）。ボートも盛んで、過去にオリンピック出場選手を複数輩出している（村井啓介選手が2000年シドニー五輪に出場）他、年間行事としても7月に校内ボートレース大会が梯川で行われている。
旧校舎時代から国の助成により窓ガラスは二重の防音窓で、冷暖房が完備している。

### 周辺環境
開校以来校地の移転がない。校内には三代目加賀藩主前田利常の隠居城小松城にある天守閣の石垣が残る。また学校創設時に建てられた木造校舎が記念館として保存され、毎年秋には同窓生集う会が催されている。近接する芦城公園や小松市役所は共に小松城の遺構の上にあり、小松市の中心部にあたる。

### 新校舎について
2000年（平成12年）より旧校舎の段階的取り壊しと並行して新校舎の工事が行われた。2005年（平成17年）に全てが完成し、2006年（平成18年）5月18日新校舎落成式が行われた。
- 第1期工事（2000年度～2001年度）特別教室棟と体育館（講堂）

物理・化学・生物・地学の各講義室・実験室・研究室
音楽・美術・書道の各教室・研究室
家庭科の調理室・被服室・研究室
体育館（兼講堂）体育科研究室・運動部部室・雨天練習場・弓道場
- 第2期工事（2002年度～2003年度）管理教室棟

校長室・事務室・進路指導室・職員室・普通教室など
- 第3期工事（2004年度～2005年度）生活学習センター棟

生徒玄関・図書館・講義室・視聴覚室・情報処理室など

### 制服
- 冬服 - 男子は黒色の学ラン、女子は藍色のセーラー服（線などがない、スカーフは茶色の三角巾）。
- 夏服 - 男子は白シャツ（胸元に校章あり）、女子はベストとシャツと、白セーラー服がある。また、女子の夏服が一部変更された。変更後、女子はブラウスになり、後ろに三角の襟。襟に校章が入っている。
- 体操服など - 「体操着」（ジャージ上下やTシャツ）「運動靴」「スリッパ」などを入学初年度に購入。各学年ごとに「藍」「緑」「エンジ」の順に指定色が続いている。（例：3年生が「緑」、2年生が「エンジ」、1年生が「藍」の年度があると、3年生が卒業した翌年度の新1年生の指定色は「緑」である。）

### 呼称
生徒の主な出身地域である小松市、加賀市など石川県加賀地方（石川県南部）では「まつこう」が一般的な呼称である。
学区制が廃止される前から両学区に通学が可能だった現能美市地域を含めて県以北ではそれぞれ「こまつ」「まっとう」と区別して呼称されている。
また、小松高校を「まつこう」、松任高校を「まっこう」という区別もされるようになってきている。

### 校章
1949年（昭和24年）全校生徒より募集。
当時2年生であった秋山　宏氏（高校3回）が、一位に当選し現在の校章となった。
図案は３つの松葉の組み合わせ、真中の六角は蛍雪を象徴、逆三角の頂点は三つの白山をアレンジ、 全体としては小松の｢小｣に似せてデザインしたものという。

### 校歌
「石川県立小松高等学校校歌」
- 作詞者 北村喜八
- 作曲者 飯田信夫

「石川県立小松中学校校歌」
- 作詞者 北村喜八
- 作曲者 前坂重太郎

「石川県立小松高等女学校校歌」
- 作詞者 春日政治
- 作曲者 田中寅之助

「小松市立高等女学校校歌」
- 作詞者 山先清一
- 作曲者 柴田富美代

## 沿革

### 石川県立小松中学校（前身校）
- 1898年（明治31年）- 前身となる石川県第四中学校が創立される。
- 1899年（明治32年）- 10月1日現校地に新築移転、この日を創立記念日とする。
- 1901年（明治34年）- 石川県立第四中学校に改称
- 1907年（明治40年）- 石川県立小松中学校に改称。制帽改正、校旗制定。

### 石川県立小松高等女学校（前身校）
- 1911年（明治44年）- 能美郡立実科高等女学校創立。
- 1921年（大正10年）- 石川県能美郡高等女学校に改称。
- 1923年（大正12年）- 石川県立小松高等女学校に改称。

### 小松市立高等女学校（前身校）
- 1925年（大正14年）- 小松実科高等女学校創立・併置。
- 1943年（昭和18年）- 小松市立高等女学校に改称。

### 石川県立小松高等学校
- 1948年（昭和23年） - 学制改革により石川県立小松高等学校設立。
- 1949年（昭和24年） - 総合制となり定時制を併置。
- 1951年（昭和26年） - 体育館竣工。
- 1952年（昭和27年） - 全日制普通科となる。
- 1959年（昭和34年） - 記念図書館竣工（60周年同窓会記念事業）。
- 1963年（昭和38年） - 寺井分校を併置。
- 1964年（昭和39年） - 昼間定時制の辰口分校・根上分校を併置。
- 1965年（昭和40年） - 寺井・辰口・根上の各分校及び定時制が分離独立、石川県立寺井高等学校が開校。
- 1968年（昭和43年） - 理数科併置。
- 1969年（昭和44年） - 講堂復元（70周年同窓会記念事業）。
- 1969年（昭和44年） - 第1体育館竣工。
- 1979年（昭和54年） - 第2体育館・同窓会館（80周年同窓会記念事業）竣工。
- 1986年（昭和61年） - 夏の甲子園に初出場（初戦の2回戦で高知商に延長戦敗退）。
- 1987年（昭和62年） - 雨天練習場（野球部が主に使用）竣工。
- 1989年（平成元年） - 青雲の小径造成（90周年同窓会記念事業）。
- 1999年（平成11年） - 13年ぶり2回目の夏の甲子園出場（1回戦で富山県新湊高校に延長戦逆転で敗退）。
- 1999年（平成11年） - 記念館改修（100周年同窓会記念事業）、創立100周年記念式典。
- 2000年（平成12年） - 校舎改修工事起工式。
- 2003年（平成15年）
  - 石川県より「いしかわスーパーハイスクール」に指定される。
  - バレーボール部（男子）が春の高校バレー初出場。
- 2006年（平成18年）
  - 文部科学省より「スーパーサイエンスハイスクール」に新規指定される（平成18年度から平成23年度末まで）。
  - 新校舎落成式。
- 2009年 (平成21年) - 記念館整備等(110周年同窓会記念事業)。
- 2011年（平成23年） - 文部科学省より「スーパーサイエンスハイスクール」に継続指定される（平成23年度から平成27年度末まで）。
- 2012年(平成24年)  - 石川県より｢いしかわニュースーパーハイスクール｣指定。
- 2013年(平成25年)  - 普通科に人文科学コース設置。
- 2016年(平成28年)  - 文部科学省より｢スーパーサイエンスハイスクール｣に継続指定される。
- 2024年（令和6年）1月1日 - 能登半島地震の揺れで、特別教室棟廊下のジョイントカバーが落下するなどの被害を受ける[1]。

## 教育方針

### 校訓
「自主自律」を掲げ、また「文武両道」を標榜している。実際「運動部」に所属する生徒が多い。

### 生徒清規
生徒会が1953年（昭和28年）に制定。
「われらは石川県立小松高等学校生徒であることに幸福を感じ、常に誇りをもって平和的な国家及び社会の中核となるに必要な資質を養い、併せて民主的にして質実善美な校風を樹立するため、ここに清規を定めその実践を期する。」
- 真理を尚び自発的学習によって、知性を高め、情操を陶冶する。
- 正義を愛し、自主自律の精神を養い、真の自由を理解し、責任を重んずる。
- 個人の価値を尊び、自己を自覚し、個性の確立をはかる。
- 保健に留意して合理的な自ら生活規範を実践し、積極的に体育活動に参加して、旺盛な体力と気魄を養う。
- 容儀は端正を旨とし、いやしくも華美にわたらず、言語の適正、話題の高尚につとめ、且つ一切の行動は良識に訴えて、品位を保持する。
- 常に敬愛の念を忘れず、師長上を尊敬信頼し、長幼市如真髄を求める。
- 啓発切磋のためにつとめて交友を広め、和して同ぜず、特に異性間においてはたがいに敬重協力して、純潔を旨とする。
- 環境の浄化を重んじて、清浄美化につとめ、かねて勤労愛好の習慣を培う。
- 真の自治を体得して、生徒会の運営に積極的に協力し、その健全な振興をはかり、自発的精神を養う。
- 国の法規、校規校則の遵守は勿論、社会道徳全般にわたり率先垂範を期する

### 教育目標
- 自主自律、明朗誠実な生活態度を養う
- 個性を伸張し、正しく豊かな人間関係を培う
- 知性を高め、情操を陶冶し、文化創造の意欲と資質を培う

## 学校行事

### 校内ボートレース大会（7月）
1学期期末考査後、全学年各クラス対抗で行われる。選手は各ホームよりボート部員を除いた乗員5名から成る数チームが編成され、ボート部員の指導を受ける。近辺を流れる梯川の河口で行われている。

### 創立記念祭（9月）
ちなみに創立記念日は10月1日である。保護者ら関係者以外の観覧はおおむね自由だが、平日開催のため外部からの参加者は少ない。1年生は文化祭舞台の「出し物」と体育祭の応援パートの練習。2年生は文化祭模擬店と一部が体育祭応援リーダー活動。3年生は大多数が体育祭の幹部と応援リーダー活動。さらに各個人は所属する部活動での発表や、バンド活動をする者など記念祭準備において複数のパートを掛け持ちする者が多い。各人は夏期休暇中の補習授業の合間をぬって並行して準備を行っている。
- 近況

9月初旬に「文化祭」（午前中より講堂での出し物、午後から教室棟での模擬店が行われた）「体育祭」2日間にわたって行われた（2009年）2010年度からは、8月末から9月初旬にかけて「（オープニングステージ）」「（文化祭）」「（体育祭）」と3日間にわたり行われている。
- 昔日

9月中旬に「体育祭」「文化祭」「模擬店」と3日間にわたり行われていた。

#### 体育祭
各学年複数クラスに分かれて「赤団・青団・緑団・黄団」と全校を4チームに分けて対抗戦を行う。運動会の競技にとどまらず「マスコット（巨大看板）」「アトラクション（寸劇）」「衣装」「応援パフォーマンス（ダンス）」などと得点審査基準は多岐にわたり各チームの総合企画コンセプト力が問われる。チームカラーを基にして、2・3年生の幹部・リーダーの衣装作成や応援看板の作成は夏休み中から行われたり、団員全員参加による応援歌や応援パートの練習が通常時間の昼休みに行われるなど祭前から全校的に機運が盛り上がる。各団の組織は各人がオリジナル衣装をまとった3年生数名の幹部、その他の3年生ほぼ全員と2年生数名が応援リーダー（基本はお揃いだが、各人アレンジを加えている）となり、この幹部と応援リーダーで「アトラクション」を演舞する。残りの下級生達も学校の体操服姿であるが、ほぼ全員が競技に参加する。最後の「閉会式」では参加者全員が肩を組んでの「校歌斉唱」が行われる。部活動が終了した3年生にとっては学習面以外で最後の「松高生活」の集大成と捉える向きがあった。また各団には有名大学の校歌や応援歌をモチーフにした伝統的な「団歌」が存在する。初秋の風物詩の伝統的な体育祭との認識があり、近隣の中学校の運動会において関係者による応援パートの移植が見受けられている。マスコットは、作成可能日・時間が定められており、過去にはその規則を破った団が全種目最下位というペナルティを浴びたこともあった。

#### 文化祭
各文化部の舞台や演奏、1年生各クラスによる「舞台出し物」もしくは「レクリエーション」、学生の有志バンドによる「ライブ」が講堂にて行われる。またその他の文化部による展覧会や研究発表会が教室棟にて行われる。野球部によるゲリラライブは既にお馴染み。

#### 模擬店
2年生各クラスによる「模擬店」が特別教室棟（理科棟）、生徒玄関外（東玄関外）にて行われる。

### 校内マラソン大会（10月）
同じ小松市内にある木場潟の周回路で行われる。全学年対抗で「男子の部」（約10Km）と「女子の部」（約7Km）が行われる。直前の体育の授業では大会の練習として長距離走を集中して行う。上位入賞者はタオルが貰える。

## 生徒会活動・部活動など

### 生徒会
生徒全員を「生徒会員」とした「生徒総会」により代表者を選出した「執行委員会」と各学年各ホーム代表者による「代議員会」を上部団体とし、下部組織に「専門委員会」として、こちらも各ホームより選出した各委員会が存在する。
- 執行委員会 - 生徒総会により選出
- 代議員会 - 各学年各ホームより選出
- 専門委員会 - 「会計部」を兼務する
  - 公安委員会 - 各ホームより選出
  - 環境美化委員会 - 各ホームより選出
  - 保健委員会 - 各ホームより選出
  - 文化委員会 - 各ホームより選出
  - 図書委員会 - 各ホームより選出
  - 新聞委員会 - 各ホームより選出
  - 体育委員会 - 各ホームより選出
  - 応援委員会 - 各ホームより選出、特に高校総体や夏の甲子園県予選の応援リーダーを務める
  - 選挙管理委員会 - 各ホームより選出
  - 部運営委員会 - 各部の主将が自動的に就任

### 運動部
- 陸上競技部
- 水泳部
- 剣道部
- 弓道部
- ボート部 - 概要の項参照
- バスケットボール部
- バドミントン部
- 卓球部
- 硬式テニス部
- ソフトテニス部
- サッカー部
- ラグビー部
- 山岳部
- 野球部 - 明治35年に創部。夏の甲子園出場2回（1986年〈第68回〉、1999年〈第81回〉）
- カヌー部
- バレーボール部 - 春の高校バレー出場1回（男子・第35回）
- 少林寺拳法部
- ハンドボール部

### 文化部
- 理化部
- 演劇部
- 文芸部
- 新聞部
- 華道部
- 吹奏楽部
- 放送部
- ESS部
- 美術部
- 茶道部
- 生物部

### 同好会
- 天文・数学同好会
- かるた同好会
- 体操同好会
- 郷土同好会

## 著名な出身者

### 学術
- 中谷宇吉郎（旧制小松中卒業） - 物理学者
- 中谷治宇二郎（旧制小松中卒業） - 考古学者
- 石田龍次郎（旧制小松中卒業） - 元一橋大学名誉教授・地理学者、日本地理学会元会長
- 浅井恵倫（旧制小松中卒業） - 元南山大学教授・言語学者
- 寺尾晃洋（旧制小松中卒業） - 元関西大学名誉教授・経済学者
- 亀淵迪 - 元筑波大学教授、物理学者
- 竹内啓一 - 元一橋大学名誉教授・地理学者
- 元吉瑞枝 - 熊本県立大学名誉教授
- 園田眞理子 - 明治大学理工学部建築学科助教授
- 宮永崇史 - 弘前大学教授・理学博士
- 若杉隆平 - 京都大学名誉教授・横浜国立大学名誉教授・経済学者、新潟県立大学理事長・学長
- 高橋世織 - 日本映画大学教授・文芸評論家
- 高塚正浩 - シドニー大学工学部コンピュータサイエンス学科・教授・PhD
- 束田進也 - 元東京大学地震研究所准教授 緊急地震速報システム開発者
- 松尾匡 - 立命館大学経済学部教授
- 北一郎 - 首都大学東京大学院人間健康科学研究科教授・医学博士
- 勝山清次 - 京都大学名誉教授・歴史学者
- 二木一夫 - 近畿大学教授・社会学者、元毎日新聞論説委員

### 医療
- 勝木保次 - 元東京医科歯科大学学長・聴覚生理学者
- 勝木新次 - 労働衛生学者
- 加藤修 - 不妊治療第一人者、加藤レディスクリニック名誉院長

### 文化・芸術・芸能
- 宮本三郎（旧制小松中卒業） - 洋画家
- 徳田八十吉（三代目） - 九谷焼人間国宝
- 徳田八十吉（四代目） - 九谷焼作家（元NHK金沢放送局キャスター、三代目徳田八十吉の長女）
- 佐々木直次郎 - 翻訳家
- 白江治彦 - プロ棋士
- 北村喜八 - 演出家
- 吉田美統 - 九谷焼人間国宝
- 佐々木守 - 脚本家、放送作家、漫画原作者
- 松田章一 - 劇作家、元金沢ふるさと偉人館館長、元鈴木大拙館館長
- 久保田麻琴 - ミュージシャン
- 宮誠而 - 植物写真家
- シトウレイ - 写真家、ファッションモデル、YouTuber
- 前越啓輔 - ロックバンド「おとぎ話」ドラマー
- 桂空治 - 落語家

### スポーツ
- 鈴木雄介 - 陸上競技選手
- 北本英幸 - ソフトテニス（世界チャンピオン）

### メディア・マスコミ
- 清尾淳 - サッカー編集者（元埼玉新聞社）
- 辰巳平一 - 北陸学院大学非常勤講師、元北陸放送アナウンサー
- 笹原忠義 - 元北陸放送社長、アナウンサー
- 上坂典子 - フリーアナウンサー（元北陸放送アナウンサー）
- 橘俊江 - フリーアナウンサー（元NHK長野放送局キャスター、北陸放送アナウンサー）
- 角英夫 - 元NHK専務理事、放送衛星システム社長、テレビプロデューサー
- 西尾知亜紀 - 北陸放送アナウンサー
- 塚田誉 - フリーアナウンサー（元テレビ金沢アナウンサー）
- 清丸恵三郎 - 編集・出版プロデューサー。『プレジデント』元編集長

### 政治・官僚・法曹・軍人
- 新木栄吉 - 元日本銀行総裁、アメリカ合衆国駐箚大使、東京電力会長
- 竹田儀一 - 元厚生大臣
- 嶋崎均 - 元参議院議員、元法務大臣
- 嶋崎譲 - 元衆議院議員
- 翫正敏 - 元参議院議員
- 佐々木紀 - 衆議院議員、国土交通大臣政務官
- 田谷充実 - 第45-46代石川県知事
- 西村徹 - 第17-19代小松市長
- 和田愼司 - 第20-22代小松市長
- 宮橋勝栄 - 第23代小松市長
- 酒井悌次郎 - 初代、第2-3代能美市長
- 井出敏朗 - 第4代能美市長
- 大幸甚 - 第12-13代加賀市長、第72代石川県議会議長
- 森茂喜 - 元根上町長、森喜朗氏の父
- 増田優一 - 元国土交通事務次官
- 西出則武 - 第24代気象庁長官
- 神田知宏 - 弁護士

### 経済
- 犬丸徹三 - 元帝国ホテル社長、元日本ホテル協会会長
- 原谷敬吾 - 元北陸電力株式会社会長
- 川本八郎 - 学校法人立命館常任相談役、前理事長
- 元谷外志雄 - アパグループ創業者・代表、アパホテル社長元谷芙美子の夫、日本の富豪ランキング27位
- 中山賢一 - 小松マテーレ株式会社会長、元日本染色協会会長
- 鈴木康夫 - 元コマツ産機株式会社社長、元株式会社アーク社長
- 田端信太郎 - オンラインサロン田端大学塾長、インフルエンサー、起業家、著作家、投資家、YouTuber
- 田嶋伸博 - 株式会社タジマモーターコーポレーション会長兼社長

## アクセス
- 鉄道 - JR西日本 北陸本線 小松駅より徒歩約20分
- 北鉄加賀バス利用 
  - 寺井線 「小松高校前」下車、徒歩5分
  - 国府線、佐野線、小杉線 「京町」下車、 徒歩5分